# Non so dirti quando
Non so dirti quando è un singolo del cantautore italiano Antonello Venditti, pubblicato il 15 maggio 2015.

## Il brano
Seconda traccia dell'album Tortuga.